# Cristóbal de Benavente y Benavides

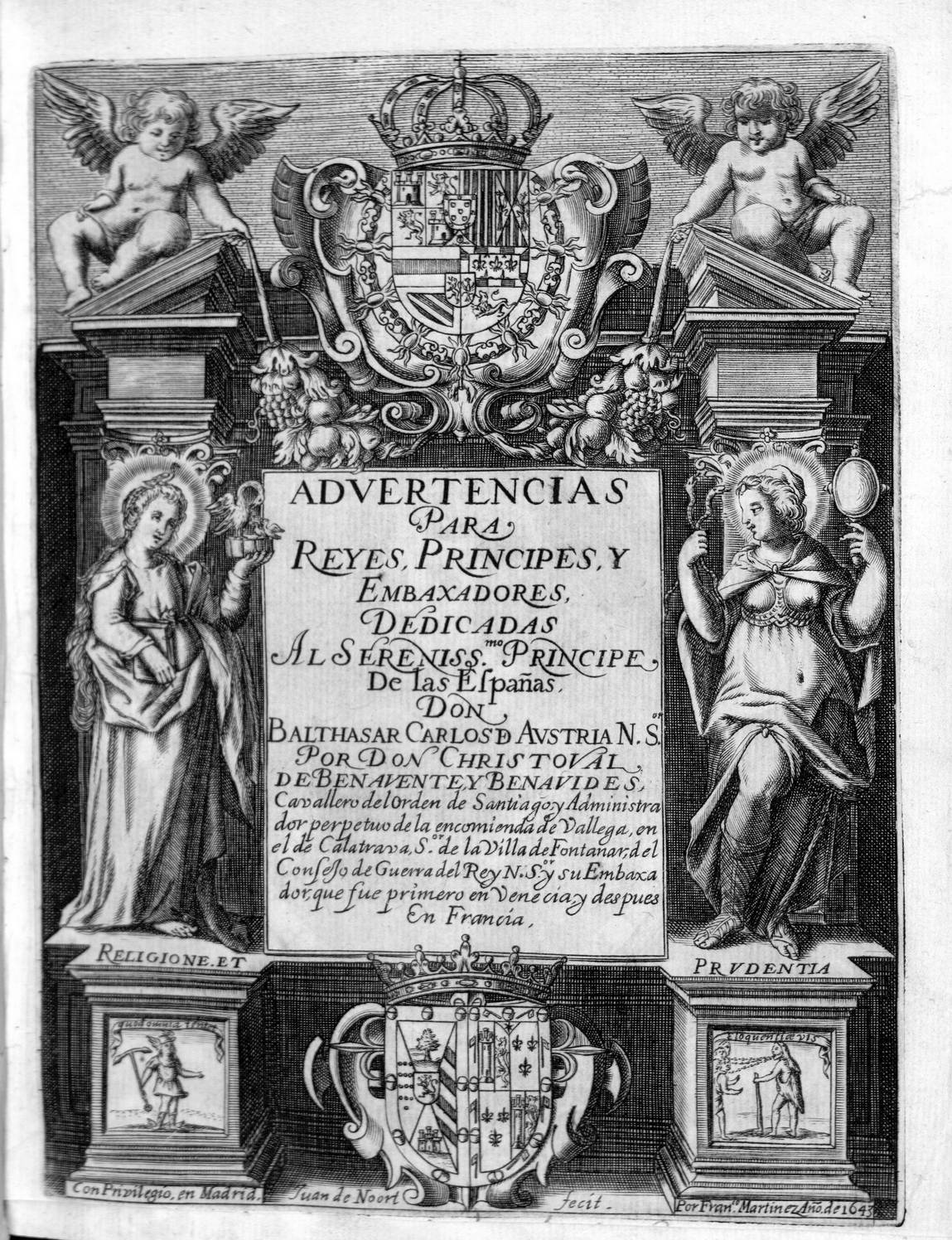
Juan de Noort, portada calcográfica de Advertencias para Reyes, Príncipes y Embaxadores, en Madrid, en la imprenta de Francisco Martínez, 1643.

Cristóbal de Benavente y Benavides (?-1649) fue embajador de Felipe IV en Venecia y en Francia, miembro del Consejo de Guerra, caballero de la Orden de Santiago y comendador de la de Calatrava, I conde de Fontanar y señor de San Martín del Campo. Escritor político, recogió sus conocimientos de la carrera diplomática en un tratado titulado Advertencias para Reyes, Príncipes y Embaxadores, que con dedicatoria al príncipe Baltasar Carlos salió en Madrid en 1643, en la imprenta de Francisco Martínez.

## Biografía
Hijo de Bartolomé de Benavente Benavides, del Consejo de Indias, y de Ana de la Cerda, casó con Leonor Neli de Rivadeneira. El matrimonio tuvo cinco hijos: Cristóbal, merino de la corte, fallecido siendo aún niño en 1632; Ana María, casada con un fiscal del Consejo de Guerra y monja carmelita tras enviudar; Violante y Leonor, ambas monjas profesas, y Melchor, que sería II conde de Fontanar. En 1643 contrajo matrimonio en segundas nupcias con Marina de Córdoba, madre de la futura esposa de su hijo Melchor, uniendo así las casas de Fontanar y de Minaya. El 17 de febrero de 1645 recibió de Felipe IV el nombramiento de conde de Fontanar.
Tras pasar por las embajadas de Venecia (1624-1632) y Francia (1632-1635) redactó las Advertencias para Reyes, Príncipes, y Embaxadores, donde con un planteamiento semejante al que tenía El Embaxador de Juan Antonio de Vera y Figueroa y conforme a lo que era costumbre en los tratados de instrucción de príncipes, en tanto que repertorios de consejos para el buen gobierno, se ocupó de los principios éticos que debía observar el profesional de la diplomacia y del que habría de ser el comportamiento ideal del político cristiano antimaquiavélico.
Según Francisco Pacheco, cuando su yerno Diego Velázquez viajó a Italia en el séquito del marqués de Espínola, saliendo del puerto de Barcelona el 10 de agosto de 1629, «fue a parar a Venecia y a posar en casa del Embajador de España [Benavente], que lo honró mucho y le sentaba a su mesa; y por las guerras que había, cuando salía a ver la ciudad, enviaba sus criados con él que guardasen su persona». Gestos de hospitalidad que consta repitió con otros viajeros españoles como el aventurero Diego Duque de Estrada.